# Formose (pape)
Formose, né vers 816 et mort le 4 avril 896 à Rome, est le 111e pape de l'Église catholique du 6 octobre 891 à sa mort. Impliqué dans diverses querelles successorales, il est connu par la tenue du concile cadavérique durant lequel son corps, préalablement exhumé, fut jugé et condamné. 

## Biographie

### Origines
Il y a peu d'informations sur les origines de ce pape. D'après l'Encyclopædia Britannica, il apparaît pour la première fois dans l'histoire en tant qu'évêque de Porto ; la Catholic Encyclopedia indique qu'il est probablement né à Rome. Certaines personnes émettent l'hypothèse qu'il soit né en Corse et précisent que ce serait « à Vivario en 816 » et « dans le hameau de Perello », sans indiquer de source fiable. L'Accademia corsa suggère qu'il pourrait appartenir à une famille corse réfugiée à Ostie pour fuir les assauts des Sarrasins contre l'île.
Devenu évêque de Porto en 864, il entreprit des missions diplomatiques en Bulgarie (866) et en France (869 et 872) et il persuada le roi de France Charles II le Chauve de se faire couronner par le pape.

### Sous le pontificat de Jean VIII
En 872, il avait été candidat au siège pontifical. Cette année-là, Rome et la cour du pape Jean VIII lui créèrent des complications politiques. Jean VIII convoqua un synode et l'ordre fut donné à Formose de revenir sous peine d'être excommunié avec l'accusation d'avoir aspiré à l'archevêché de Bulgarie et à la Chaire de saint Pierre, de s'être opposé à l'empereur, d'avoir quitté son diocèse sans autorisation du pape, d'avoir dépouillé les monastères de Rome, d'avoir célébré le service divin malgré une interdiction et d'avoir conspiré avec certains hommes et certaines femmes pour détruire le siège pontifical. La sentence d'excommunication contre Formose et d'autres fut proclamée en juillet 872. En 878, elle fut levée, après qu'il eut promis de ne jamais retourner à Rome ni d'exercer des fonctions sacerdotales.

### Élection au pontificat
Le pape Marin Ier (882–884), qui succède à Jean VIII (872–882) en 883, lui rend son diocèse de Porto (qui appartenait à Santa Rufina, Rome). Après les pontificats de Marin, d'Adrien III (884–885) et d'Étienne V (885–891), Formose est élu le 3 octobre 891, puis consacré pape le 6 octobre 891.
Il est forcé par le roi d'Italie Guy III de Spolète de le couronner empereur d'Occident, ainsi que son fils Lambert de Spolète, le 30 avril 892, et se trouve alors plongé dans un grand nombre de querelles bien difficiles : à Constantinople, le patriarche Photios Ier a été démis tandis qu'Étienne Ier de Constantinople, le fils de l'empereur byzantin Basile Ier le Macédonien , a pris le pouvoir. Les archevêques de Cologne et Hambourg se disputent l'évêché de Brême. Eudes, comte de Paris et Charles III le Simple s'opposent pour la couronne de France et le pape se prononce pour Charles III.
Formose convainc Arnulf de Carinthie de venir à Rome et de libérer l'Italie : dès 894, Arnulf conquît tout le pays au nord du fleuve Pô ; Guy III mourut en décembre laissant le trône à son fils Lambert de Spolète, sous l'œil de sa mère Ageltrude de Bénévent, une adversaire des Carolingiens. À l'automne 895, Arnulf entreprend sa deuxième campagne en Italie et il est couronné empereur d'occident en 896 par le pape à Rome. Le nouvel empereur marche sur Spolète ; frappé de paralysie en cours de route, il se trouve alors hors d'état de continuer la campagne.

### Mort et concile cadavérique

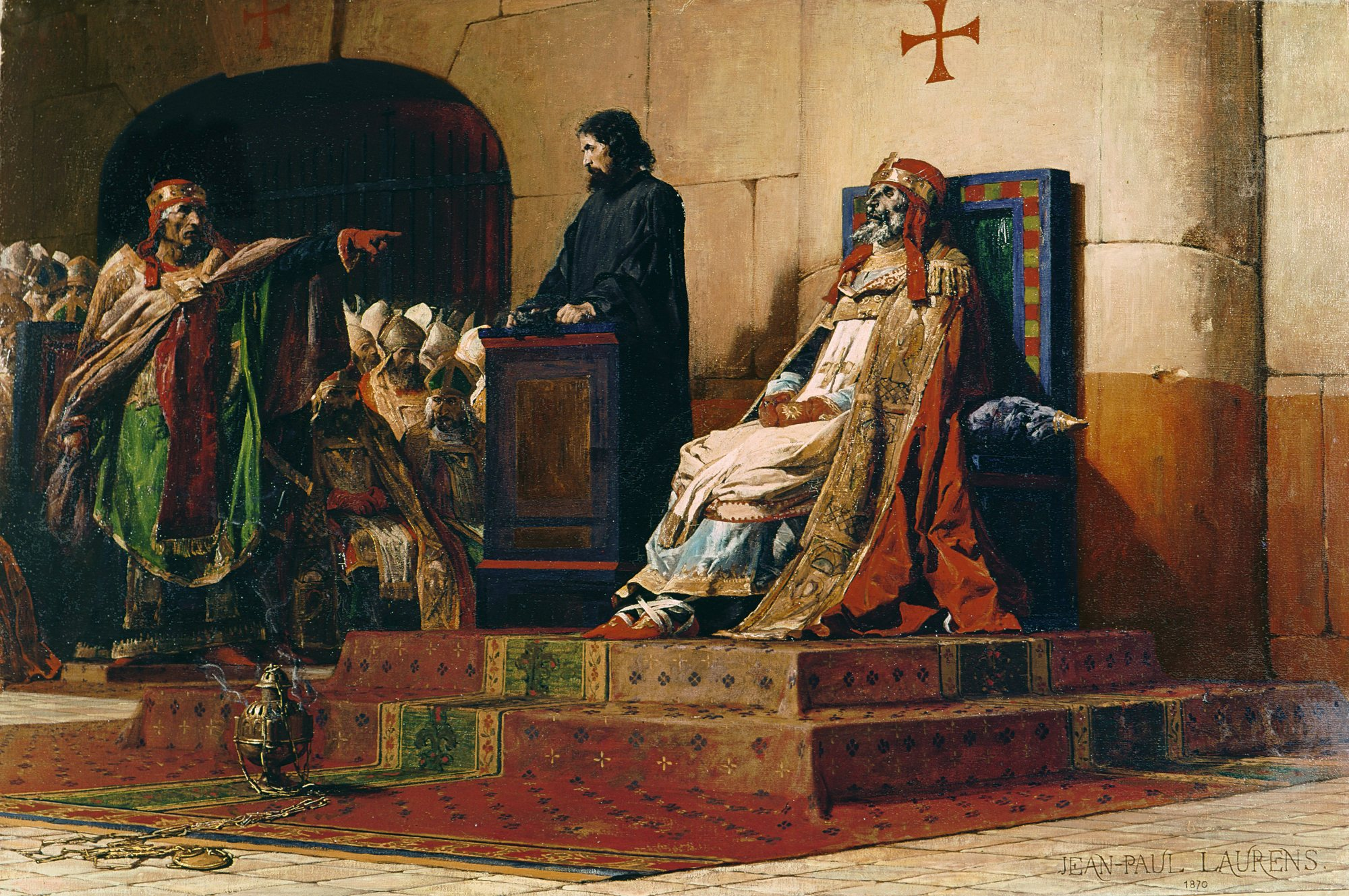
Le pape Formose et Etienne VI, peint par Jean-Paul Laurens en 1870.

Le 4 avril 896, Formose meurt. Lui succèdent les papes Boniface VI et Étienne VI ; ce dernier, sous l'influence de Lambert de Spolète et d'Ageltrude de Bénévent met en jugement Formose en 897, dans ce qu'on a appelé le concile cadavérique. Le cadavre de ce dernier est exhumé, revêtu des vêtements d'apparat pontificaux et assis sur un trône pour faire face à toutes les accusations portées autrefois par Jean VIII. Le verdict énonce que le défunt n'était pas digne du pontificat. Toutes ses mesures et ses actes sont annulés et les ordres qu'il a donnés sont déclarés invalides. Les vêtements de cérémonie pontificaux sont arrachés de son corps, les trois doigts de sa main droite que le pape avait employés dans des consécrations sont coupés et le cadavre jeté dans le Tibre. Selon le National Geographic, « même pour les Romains de l'époque, habitués à des bouleversements politiques interminables, cette décision fut jugée inacceptable ». 
Formose est retrouvé pris dans des filets de pêcheurs et, après la mort d'Étienne VI, son corps est ré-enterré à Saint-Pierre tandis que le pape Jean IX (898–900) interdit d'intenter à l'avenir des procès contre des défunts.
Le pape Serge III (904-911) confirme plus tard les condamnations portées contre Formose et exige une nouvelle consécration des nombreux évêques qu'il a nommés. Plus tard la validité des consécrations de Formose est à nouveau reconnue et la décision de Serge III condamnée par l'Église, Serge III ayant par ailleurs été considéré comme grand pécheur et coupable de plusieurs assassinats.